# Château Raba
Le château Raba est un château situé sur la commune de Talence, en Gironde, en région Nouvelle-Aquitaine.

## Historique

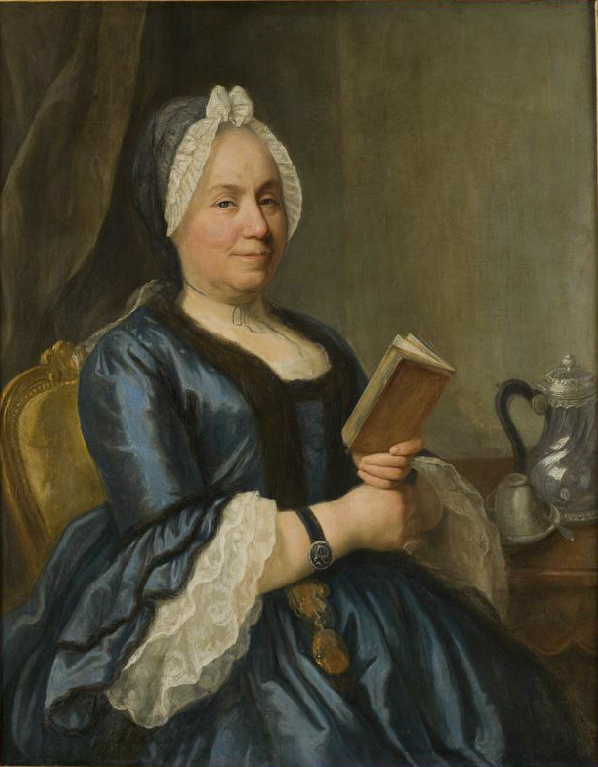
Louise Raba.

Le château est reconstruit en 1783 par l'architecte Victor Louis (auteur du Grand-Théâtre), pour Louis Marie Bernade, veuve Raba, et ses huit fils. Cette riche famille juive bordelaise, exilée de Bragance au Portugal, a fait fortune dans le commerce colonial.

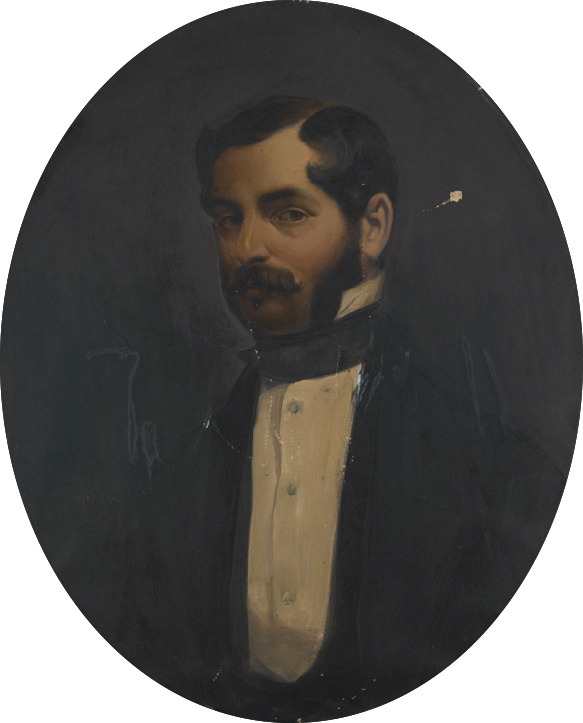
Edmond Raba.

En 1801, le château est complété par une annexe, le « Pavillon », destiné à recevoir ses hôtes de marque. Le domaine fut surnommé le « Chantilly bordelais », en raison de la magnificence de son parc et de ses jardins. Dans la cour, s’élevait l’effigie pédestre en bronze d’Henri IV, car ce souverain s’était montré bienveillant à l’égard du culte israélite.
Il a appartenu par la suite par héritage à Albert Ellissen, marié à Louise Raba (1847-1903), fille d’Edmond Raba (1820-1893), propriétaire du château. Ellissen fait restaurer le château et réaménager les jardins après la guerre franco-allemande de 1870.
Durant la Seconde Guerre mondiale, le château est occupé par les Allemands.
Le domaine fait l’objet d'une inscription au titre des monuments historiques depuis le 25 juillet 2007 alors que le château fait l'objet d'un classement depuis le 21 mars 2008.
La propriété, comprenant outre le château alors en ruine, l'hôtel-restaurant de luxe « La Réserve »  au sein d'un parc de 1,3 hectare, est acheté par le groupe Millésime en 2016et renommé « Le Domaine de Raba » . Le château, entièrement rénové, est livré courant de l’année 2019 et accueille un ensemble d'appartements haut de gamme. Les propriétaires bénéficient pour les travaux de défiscalisations immobilières au titre des monuments historiques et du déficit foncier. 

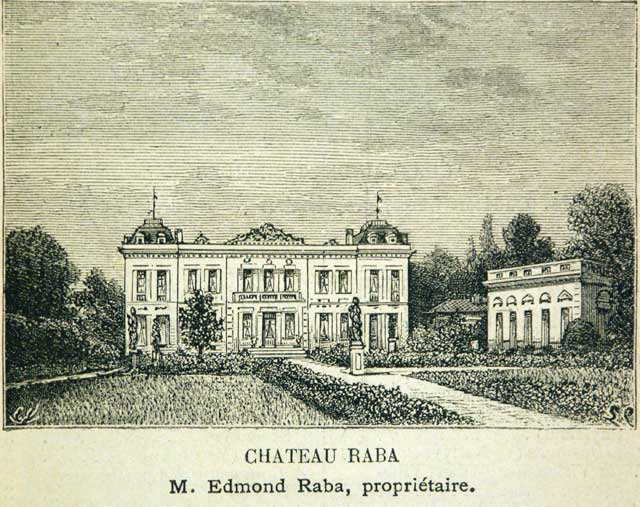
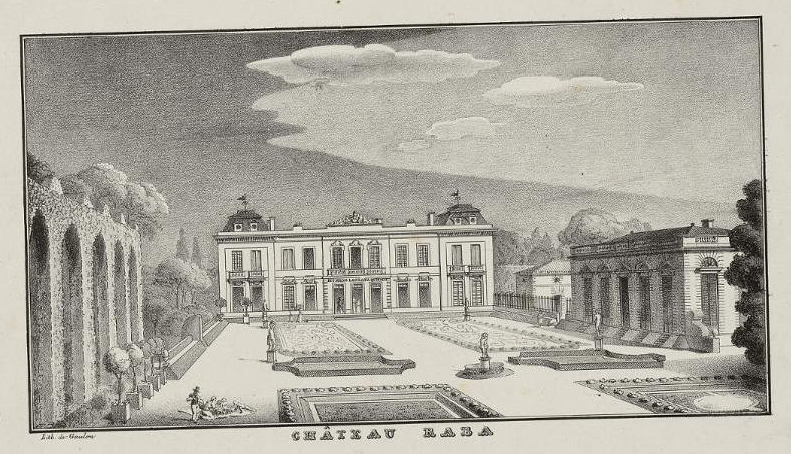
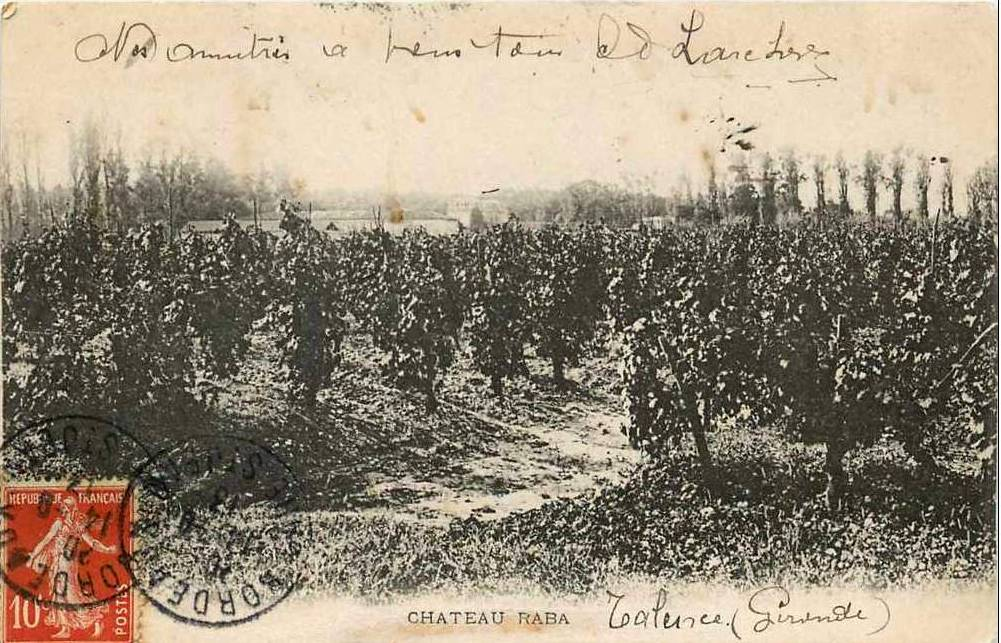

## Description
Le château et les dépendances, constituées de trois corps de bâtiments, sont disposés autour d'une cour rectangulaire ouverte vers le sud. Les bâtiments sont implantés dans un vaste parc arboré, ponctué d'édicules patrimoniaux. 
Au centre de la façade du château trône un large balcon soutenu par de larges colonnes, orné de moulurations et de corniches.